# Mont-sur-Rolle
Mont-sur-Rolle (toponimo francese) è un comune svizzero di 2 693 abitanti del Canton Vaud, nel distretto di Nyon.

## Società

### Evoluzione demografica
L'evoluzione demografica è riportata nella seguente tabella:
Abitanti censiti